# Cheilodipterus
Genre
Cheilodipterus est un genre de poissons de la famille des Apogonidae.

## Liste des espèces
Selon FishBase :
- Cheilodipterus acoupa Lacepède, 1801 - ou Cynoscion acoupa famille des Sciaenidae
- Cheilodipterus affinis  (Poey, 1875) - ou Apogon affinis famille des Apogonidae
- Cheilodipterus alleni  Gon, 1993
- Cheilodipterus amblyuropterus  Bleeker, 1856 - ou Pseudamia amblyuroptera famille des Apogonidae
- Cheilodipterus apogonoïdes  Bleeker, 1856 - ou Ostorhinchus apogonoides famille des Apogonidae
- Cheilodipterus aquila  Lacepède, 1803 - ou Argyrosomus regius famille des Sciaenidae
- Cheilodipterus arabicus  (Gmelin, 1789)
- Cheilodipterus artus  Smith, 1961
- Cheilodipterus butis  Hamilton, 1822 - ou Butis butis famille des Eleotridae
- Cheilodipterus intermedius  Gon, 1993
- Cheilodipterus isostigmus  (Schultz, 1940)
- Cheilodipterus lachneri  Klausewitz, 1959
- Cheilodipterus macrodon (Lacepède, 1802)
- Cheilodipterus nigrotaeniatus  Smith & Radcliffe, 1912
- Cheilodipterus novemstriatus  (Rüppell, 1838)
- Cheilodipterus octovittatus  Cuvier, 1828
- Cheilodipterus panijus  Hamilton, 1822 - ou Sillaginopsis panijus famille des Sillaginidae
- Cheilodipterus parazonatus  Gon, 1993
- Cheilodipterus persicus  Gon, 1993
- Cheilodipterus polyacanthus  Vaillant, 1877 - ou Amioides polyacanthus famille des Acropomatidae
- Cheilodipterus pygmaios  Gon, 1993
- Cheilodipterus quinquelineatus  Cuvier, 1828
- Cheilodipterus saltatrix  (Linnaeus, 1766)
- Cheilodipterus singapurensis  Bleeker, 1860
- Cheilodipterus zonatus  Smith & Radcliffe, 1912

## Galerie

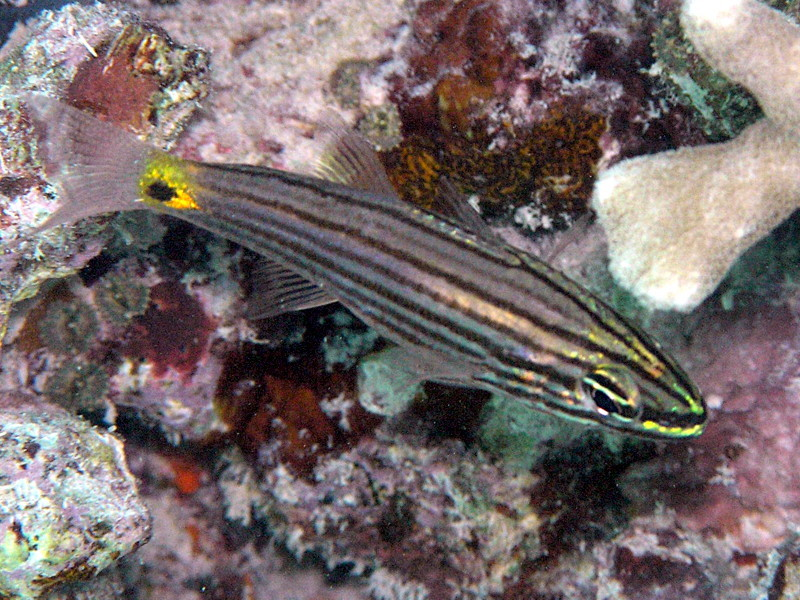
Cheilodipterus artus
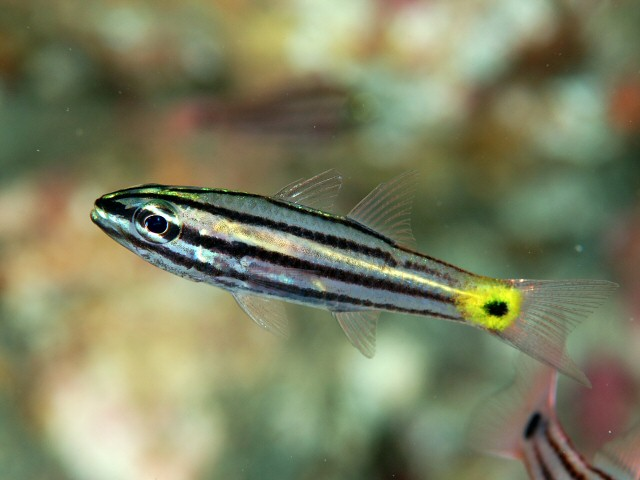
Cheilodipterus intermedius
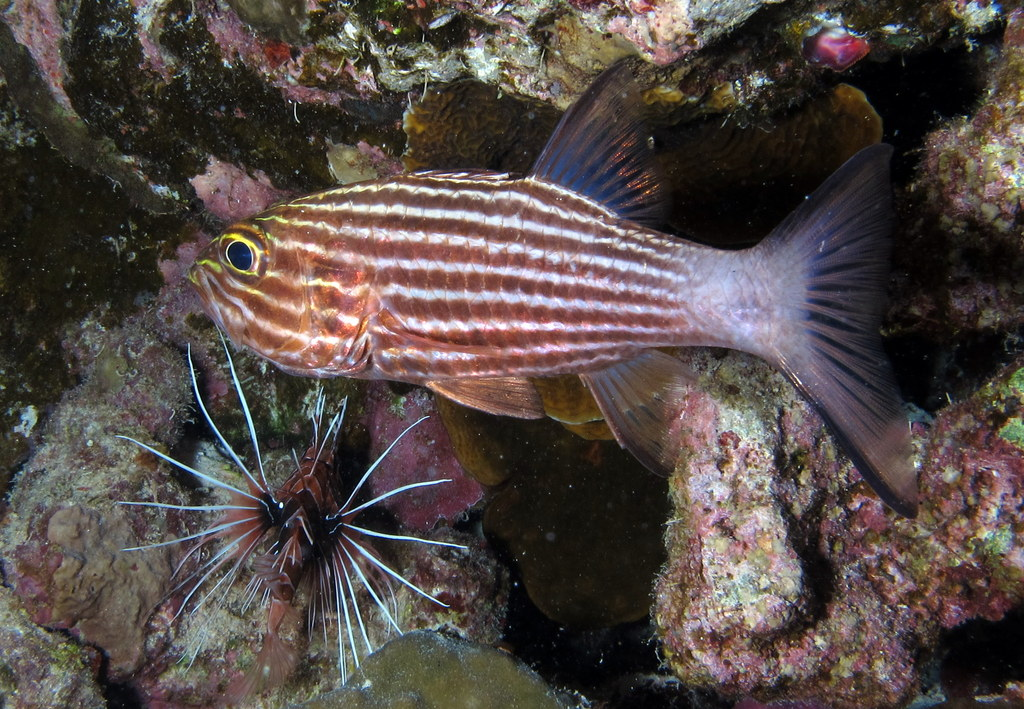
Cheilodipterus macrodon
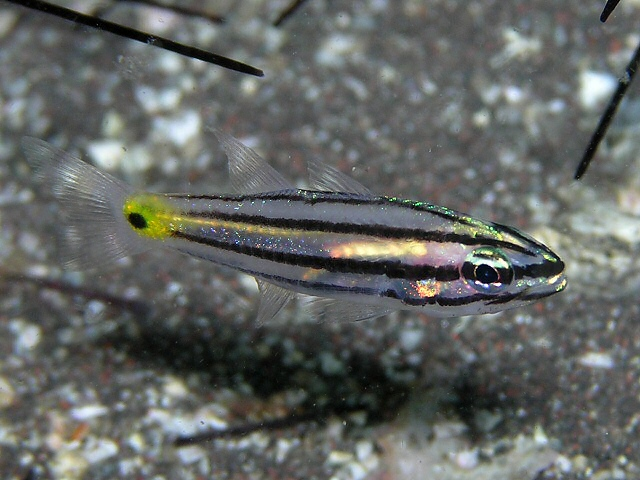
Cheilodipterus quinquelineatus